# Cicurina breviaria
Cicurina breviaria là một loài nhện trong họ Dictynidae.
Loài này thuộc chi Cicurina. Cicurina breviaria được miêu tả năm 1926 bởi Bishop & Crosby.